# Corydalis dulongjiangensis
Corydalis dulongjiangensis är en vallmoväxtart som beskrevs av H. Chuang. Corydalis dulongjiangensis ingår i släktet nunneörter, och familjen vallmoväxter. Inga underarter finns listade i Catalogue of Life.